# Juan Argenti Navajas
Juan Argenti Navajas, nacido en Madrid en 1893 y fallecido en la misma ciudad el 31 de mayo de 1971, fue un arquitecto y político gallego.

## Trayectoria
Arquitecto en Pontevedra, realizó el plan urbanístico de La Estrada, la Casa Consistorial de Marín y muchas otras obras de la ciudad y la provincia de Pontevedra. En Pontevedra capital proyectó, entre otros, en 1938 el edificio Corbal art déco entre la calle Michelena, 11 y la calle General Gutiérrez Mellado y en 1946 el antiguo Sanatorio de Santa María en la avenida de Santa María.
Fue alcalde de Pontevedra desde el 30 de mayo de 1952 al 18 de octubre de 1957. Fue también fiscal en Cortes (1952-1957). 
Se casó con Isolina Ulloa Martínez.
| Predecesor: Remigio Hevia Marinas | Alcalde de Pontevedra 1952-1957 | Sucesor: Prudencio Landín Carrasco |